# Aspalathus bracteata
Aspalathus bracteata är en ärtväxtart som beskrevs av Carl Peter Thunberg. Aspalathus bracteata ingår i släktet Aspalathus och familjen ärtväxter. Inga underarter finns listade i Catalogue of Life.